# Gaeumannomyces tritici
Gaeumannomyces tritici (J. Walker) Hern.-Restr. & Crous – gatunek grzybów workowych z klasy Sordariomycetes. Wywołuje zgorzel podstawy źdźbła.

## Systematyka
Pozycja w klasyfikacji według Index Fungorum: Gaeumannomyces, Magnaporthaceae, Magnaporthales, Diaporthomycetidae, Sordariomycetes, Pezizomycotina, Ascomycota, Fungi.
Już ponad 100 lat temu Pier Andrea Saccardo opisał gatunek Gaeumannomyces graminis wywołujący chorobę zbóż. W 1972 r. John Walker wyodrębnił z niego odmianę Gaeumannomyces graminis var. tritici. Do rangi odrębnego gatunku podnieśli ją Margarita Hernández-Restrepo i Pedro Willem Crous w 2016 r.

## Charakterystyka
Gaeumannomyces tritici to homotaliczny grzyb mikroskopijny. Zimuje w postaci grzybni w glebie na resztkach roślin. Może tak przetrwać kilka lat aż do czasu ich mineralizacji. Grzybnia ta jest głównym źródłem choroby. Rozrastając się atakuje nowe rośliny przez włośniki i korzenie. Po wrośnięciu do wnętrza korzenia grzybnia rozrasta się wewnątrz jego tkanek w górę pędu. Poprzez wiązki przewodzące może dotrzeć aż do górnych międzywęźli. Krótko przed zbiorami zbóż grzybnia wytwarza płciowe owocniki – perytecja. Powstają w nich askospory nie odgrywające jednak większej roli w rozprzestrzenianiu się patogenu. Są nitkowate, o wymiarach 60–110 × 2,5–4 μm.
Grzyb wytwarza dwa rodzaje grzybni. Strzępki na powierzchni korzeni i podstawy źdźbeł są grube i ciemne, strzępki rozwijające się wewnątrz tkanek zaatakowanej rośliny są cienkie i jasne. G. tritici jest jednym z trzech patogenów wywołujących zgorzel podstawy źdźbła. Pozostałe dwa gatunki wywołujące tę chorobę to Gaeumannomyces graminis i Gaeumannomyces avenae. Odróżniają się morfologicznie budową askospor i hyfopodiów, oraz fizjologicznie patogennością, biochemią, gatunkami żywicieli. G. tritici jest wśród nich najbardziej patologiczny.

## Występowanie
Gaeumannomyces tritici jest szeroko rozprzestrzeniony na całym świecie. Pasożytuje na pszenicy, życie, pszenżycie, jęczmieniu, oraz na ponad 400 gatunkach traw. Nie atakuje natomiast owsa, który wydziela substancję hamującą jego rozwój. W Polsce G. tritici jest pospolity i to on jest głównym sprawcą zgorzeli podstawy źdźbła. 